# Berta Holandská
Berta Holandská (1058? – 30. července 1093 Montreuil-sur-Mer) byla francouzská královna z dynastie Gerulfovců. Po dvacetiletém manželství byla králem zapuzena.

## Cesta na francouzský trůn

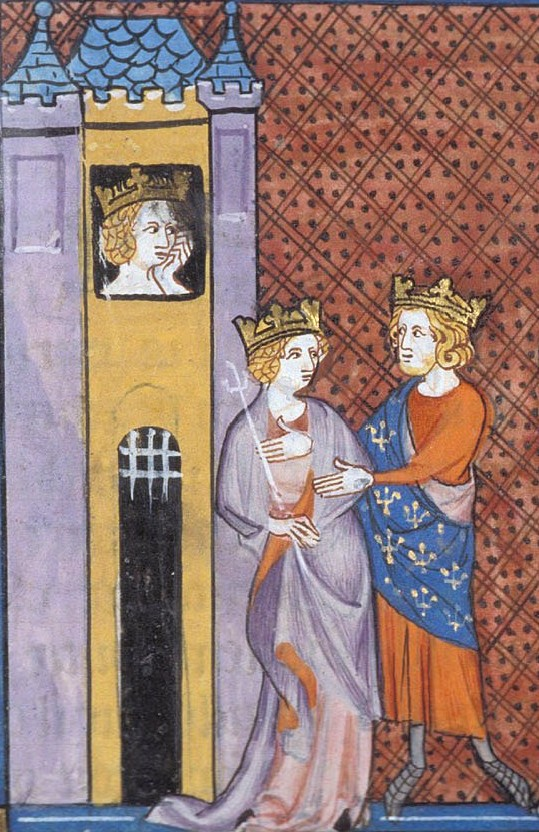
Zapuzená Berta a Filip s Bertradou (Svatodivišské kroniky)

Narodila se jako dcera holandského hraběte Florise I. a jeho manželky Gertrudy, dcery saského vévody Bernarda II. Po smrti otce se matka znovu provdala za Roberta I. Flanderského. Berta byla za francouzského krále Filipa I. provdána pravděpodobně roku 1072 svým otčímem. Politickému sňatku předcházela bitva u Casselu, v níž Filip prohrál a byl donucen uznat Robertovu vládu ve Flandrech. Oba muži poté zpečetili své spojenectví proti Vilémovi Dobyvatelovi sňatkem Filipa s Bertou.
Berta Filipovi celých devět let nemohla dát dědice. Po mnoha modlitbách se roku 1081 konečně narodil syn Ludvík, poté dcera Konstancie a snad několik synů, kteří zemřeli v útlém dětství.
Filip Bertu roku 1092 zapudil. Svou roli v králově skutku hrála krom hříšné náklonnosti k Bertradě z Montfortu také potřeba dalšího syna a podle soudobého kronikáře Viléma z Malmesbury prý také to, že byla Berta příliš tlustá. Královnina tloušťka by zřejmě nebyla tím pravým důvodem, zarážející je však fakt, že její syn Ludvík získal přezdívku tlustý a stejně tak jeho bratranec Floris II.
Zapuzená královna byla manželem usazena na hradě v Montreuil-sur-Mer, který byl součástí jejího věna, a o rok později zde zemřela. Král setrval ve svazku s Bertradou i přes církevní výhrůžky. Bertin syn Ludvík se po otcově smrti stal králem.